# 조국전선 (오스트리아)
조국전선(祖國戰線, 독일어: Vaterländische Front 파테를렌디셰 프론트[*])은 오스트리아 제1공화국과 오스트리아 연방국의 가톨릭 파시즘 집권 여당이었다.

## 정당의 이념
이 정당의 이념은 오스트리아인들을 통합하여 노동조합과 기존 정당들을 대체하여 사회적인 단결을 내세우고 있다. 로마 가톨릭교회가 당을 뒷받침하였으며, 오스트리아의 관료와 군인, 그리고 시골의 큰 인구와 충성스러운 합스부르크 가를 부흥시키려는 시민들과 빈의 유대인 공동체를 주요 지지 기반으로 하였다.
오스트리아의 로마 가톨릭교회 성직자들과 강하게 연계된 조국전선은 돌푸스의 오스트리아 기독사회당, 농민 정당인 농촌연맹(Landbund), 우익 준군사조직 보국단을 흡수했다. 이들은 모두 사회주의와 자유시장 자본주의 및 자유 민주주의에 반대했다. 조국전선은 산업화 된 도시와 수도의 거점으로 오스트리아 사회민주당, 공화수호동맹과 충돌을 일으켜 오스트리아 내전을 일으켰는데, 그 결과로 공화수호동맹은 내전 종전 후에 폐지되었다.

## 역사
1933년 5월 20일 오스트리아 기독사회당 출신의 총리였던 엥겔베르트 돌푸스에 의해 창당되었다. 1934년 2월에 일어난 오스트리아 내전 이후에 국가사회주의 오스트리아 노동자당 당원들이 돌푸스를 암살하면서 에른스트 뤼디거 슈타렘베르크(Ernst Rüdiger Starhemberg)가 제2대 조국전선 대표가 되었다. 1936년에는 쿠르트 슈슈니크가 제3대 조국전선 대표가 되었다.
1938년 2월 나치당이 아르투어 자이스잉크바르트를 오스트리아의 총리로 임명하라는 명령을 내리자 슈슈니크는 오스트리아의 독립을 요구하는 국민투표를 실시하려고 했다. 1938년 3월 나치 독일의 오스트리아 병합으로 인하여 슈슈니크는 제3대 조국전선 대표직을 사퇴하자마자 수감되었고 이와 동시에 조국전선은 나치 독일에 의하여 해산되고 만다.

## 사진

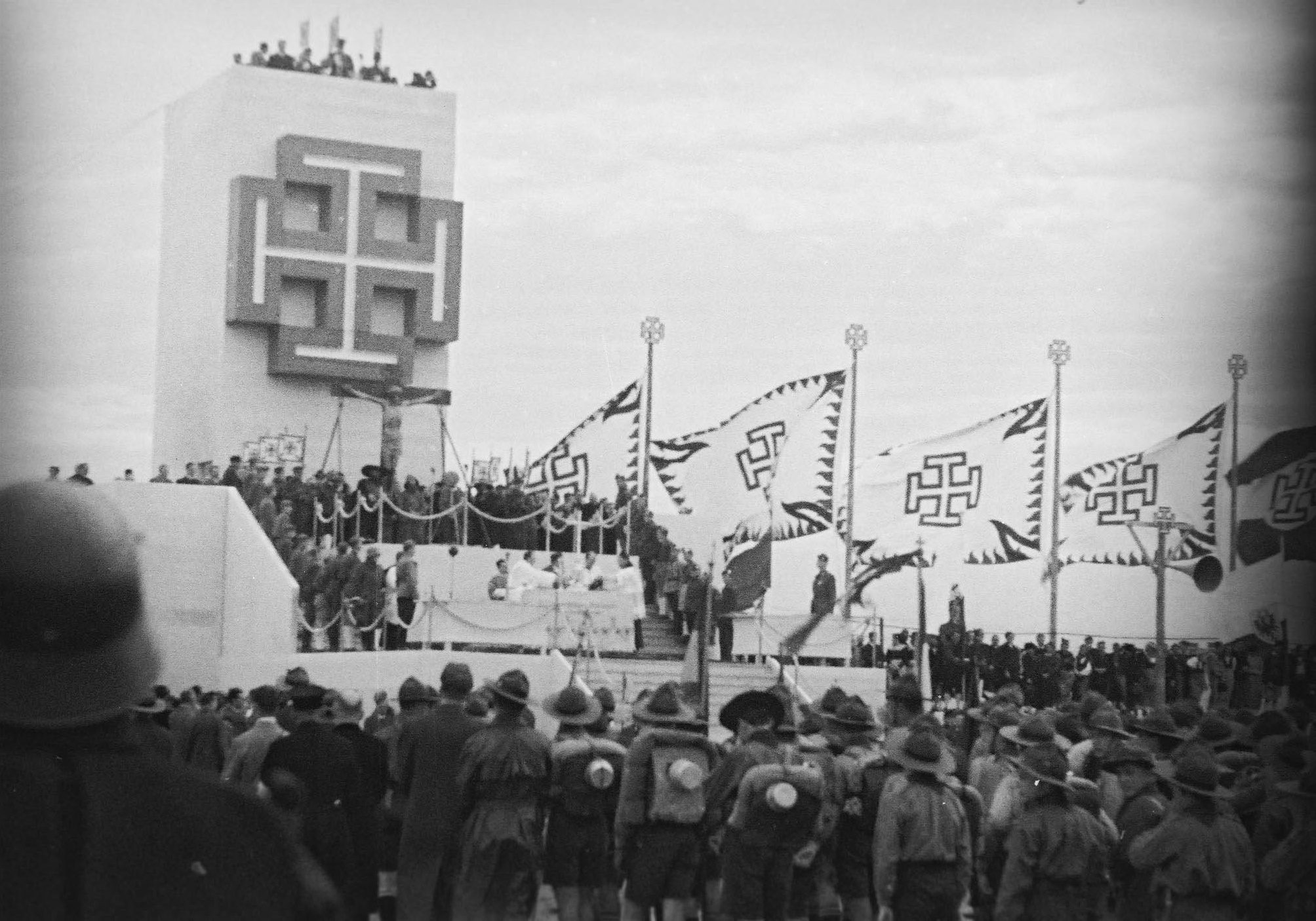
1936년 조국전선 당 대회
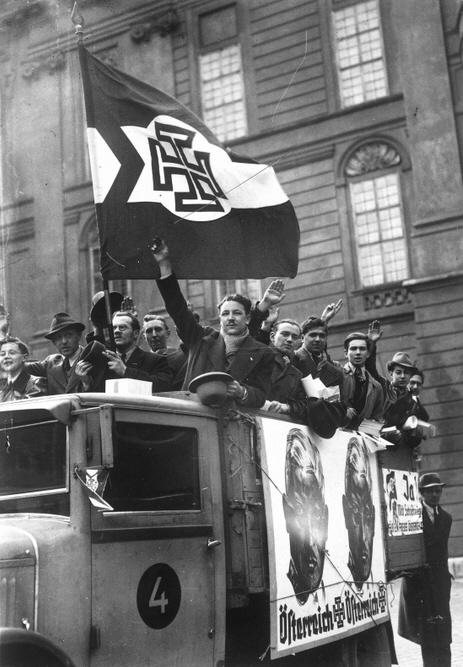
1938년 3월 오스트리아 병합 이전에 열린 조국전선의 정치 집회